# Adaminte Makan Abu
Adaminte Makan Abu é um filme de drama indiano de 2011 dirigido e escrito por Salim Ahamed. Foi selecionado como representante da Índia à edição do Oscar 2012, organizada pela Academia de Artes e Ciências Cinematográficas.

## Elenco
- Salim Kumar - Abu
- Zarina Wahab - Aishumma
- Mukesh - Ashraf
- Kalabhavan Mani - Johnson
- Thampi Antony - Ustad
- Suraj Venjarammoodu - Hyder